# Eosinophile Ösophagitis
Die eosinophile Ösophagitis (EE oder EoE) ist eine immunvermittelte, chronisch-entzündliche Erkrankung der Speiseröhre (Ösophagus) mit dem typischen Symptom einer Dysphagie unterschiedlicher Ausprägung. 1977 wurde sie erstmals beschrieben, und 1978 als eigenständiges Krankheitsbild erkannt. Früher als Rarität angesehen, wird die eosinophile Ösophagitis seit Ende der 1990er Jahre in den industrialisierten Ländern vermehrt diagnostiziert und gilt heute nach der Refluxösophagitis (GERD) als zweithäufigste entzündliche Erkrankung der Speiseröhre. Dies ist einerseits einer besseren Wahrnehmung der Untersucher zuzuschreiben, andererseits einem Anstieg im Vorkommen der Krankheit. Seit 2017 existieren europäische Leitlinien zur Therapie und Behandlung. Die deutsche S2k-Leitlinie „Gastroösophageale Refluxkrankheit und eosinophile Ösophagitis“ wurde bei der Arbeitsgemeinschaft der Medizinischen Fachgesellschaften e. V. (AWMF) seit dem 27. März 2019 unter der Registriernummer 021-013 angemeldet und im März 2023 von der DGVS veröffentlicht. Die eosinophile Ösophagitis gehört zu den primären eosinophilen Erkrankungen, zusammen mit eosinophiler Gastroenteritis, eosinophiler Colitis und Hypereosinophilie-Syndrom mit gastrointestinaler Beteiligung.

## Epidemiologie
Während nach der Erstbeschreibung der Erkrankung von Einzelfällen ausgegangen wurde, beträgt die Inzidenz im Mittel bei Erwachsenen 7,7 und bei Kindern 6,6 pro 100.000 Einwohner. Die Prävalenz beträgt im Mittel 34,4 pro 100.000 Einwohner, wobei das männliche Geschlecht mit m:w = 7:3 bevorzugt betroffen ist. Die Erkrankung tritt sowohl im Kindesalter als auch bei Jugendlichen und Erwachsenen auf. Die eosinophile Ösophagitis kann prinzipiell in jedem Alter auftreten, allerdings mit steigender Inzidenz zweigipfelig bei Kindern (in den ersten 3 Lebensjahren und im Jugendalter) und mit einem Altersgipfel bei Erwachsenen von 30–50 Jahren. Bei etwa 75 % der Patienten liegt gleichzeitig eine weitere atopische Erkrankung vor. In allen Industrienationen wird ein weiteres Ansteigen der Fallzahlen beobachtet, was nicht nur auf eine bessere Erkennung, sondern tatsächlich auch auf ansteigende Erkrankungsraten zurückzuführen ist. Inzwischen gilt die EoE daher als zweithäufigste Krankheit der Speiseröhre nach der Refluxösophagitis. Oft liegen zwischen dem Auftreten der Symptomatik und der Diagnose einer EoE mehrere Jahre.

## Ursachen
Während die eosinophile Entzündung das histologische Erkennungsmerkmal der eosinophilen Ösophagitis darstellt, ist diese Eosinophilie jedoch nur Folge eines bis jetzt nicht vollständig geklärten Entzündungsprozesses. Bei der Entstehung der Entzündung spielen einerseits verschiedene Aerosole und Nahrungsmittelbestandteile eine Rolle. Zum anderen wird angenommen, dass eine gestörte Barrierefunktion der Schleimhaut erst ein Eindringen dieser Stoffe in tiefere Schichten der Speiseröhre und damit das Auslösen der Erkrankung ermöglicht. Schließlich gibt es Hinweise auf eine familiäre Häufung, was eine (teilweise) genetisch bedingte Ursache wahrscheinlich macht. So wurde beispielsweise eine vermehrte Assoziation mit Varianten auf einer Region des Chromosoms 5q22 beschrieben. Aus einer Analyse der Utah Population Database von 2023 ergab sich zudem, dass unter den eosinophilen gastrointestinalen Erkrankungen gemeinsame genetische Faktoren existieren müssen, da das relative Risiko für eine eosinophile Gastritis, eosinophile Gastroenteritis und eosinophile Kolitis bei Verwandten von EoE-Erkrankten signifikant erhöht ist. Der Entzündungsprozess läuft dabei unabhängig von Immunglobulin E ab. Insgesamt gilt die EoE als fehlgeleitete Antwort des Immunsystems („allergisches Asthma der Speiseröhre“), bei der zunächst Antigen-präsentierende T-Zellen durch überwiegend aus der Nahrung stammende Allergene aktiviert werden. Diese triggern eine Entzündungskaskade, durch die aus dem Knochenmark stammende eosinophile Granulozyten unter dem Einfluss von Interleukin-5, Interleukin-13 und Eotaxin in die Speiseröhre einwandern. Diese eingewanderten eosinophilen Granulozyten wiederum unterhalten die lokale Entzündung und sorgen so für Fibrose und Angiogenese, was wiederum ein Voranschreiten der Entzündung begünstigt. Schließlich bildet sich eine Wechselwirkung aus dem Verlust der Barrierefunktion, der eosinophilen Entzündung und dem fibrotischen Umbau aus, was die Erkrankung unterhält. Die Ausschüttung von Histamin aus Mastzellen und anderen Mediatoren wird dabei als Ursache der Ringbildung und Motilitätsstörung angesehen. Ungeklärt ist der Einfluss von saurem Reflux bei der Erkrankung im Sinne einer Refluxkrankheit (Refluxösophagitis). Da zumindest ein Teil der Patienten auch langfristig auf eine Therapie mit Protonenpumpenhemmern anspricht, wird eine Rolle von saurem Reflux bei der Entstehung und/oder dem Fortdauern der EoE angenommen.

## Morphologie

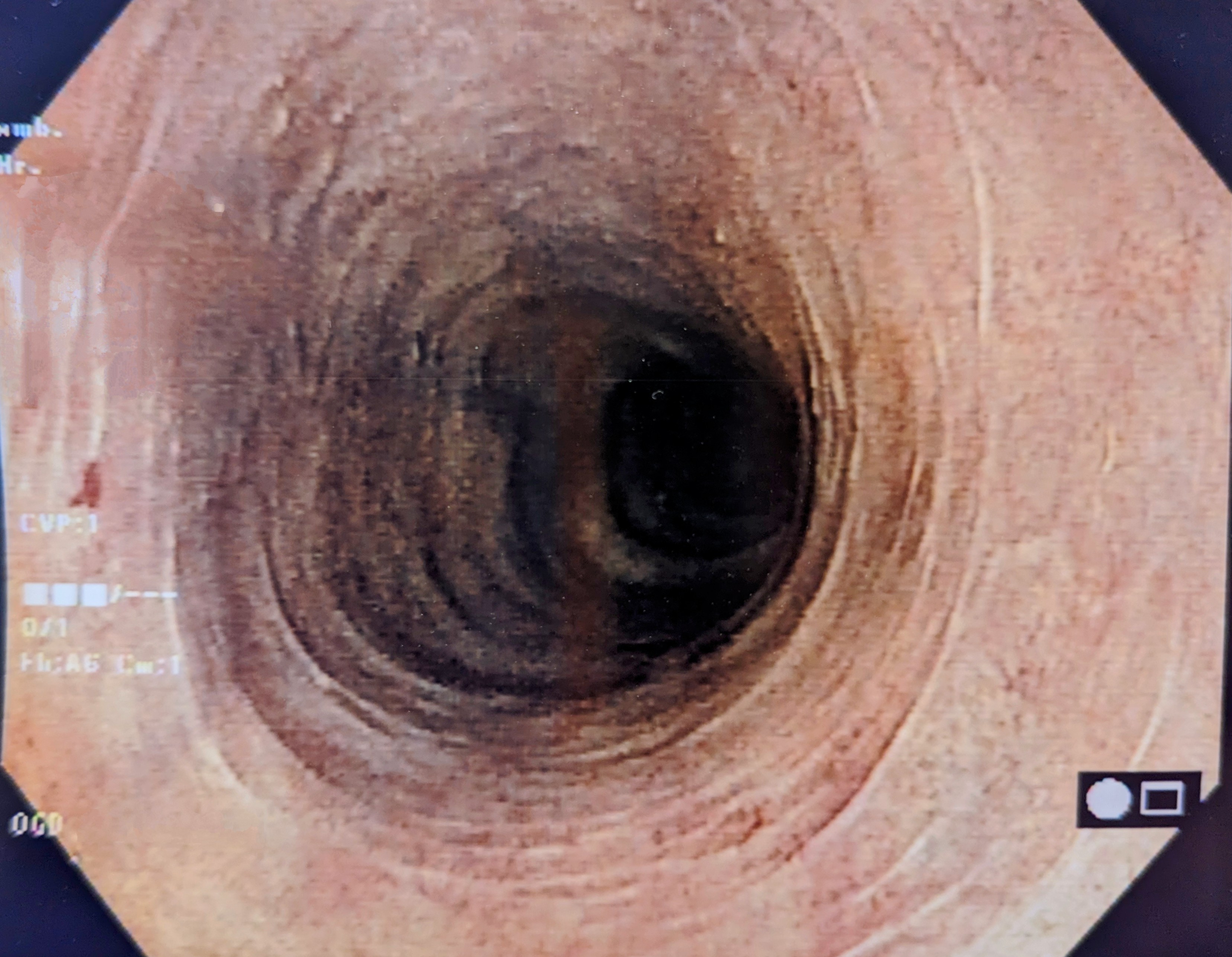
Endoskopischer Blick in die Speiseröhre bei eosinophiler Ösophagitis: typische Baumring-Struktur

Die endoskopisch sichtbaren Veränderungen der Speiseröhre sind vielgestaltig und hängen von der Dauer der Krankheit ab. Neben dem sogenannten Baumring-Aspekt oder Baumring-Struktur und der hoch vulnerablen Krepp-Papier-Mukosa werden Längsfurchen, Ödem, weiße Exsudate und andere Veränderungen der Mukosa gesehen. Bei einem ausgeprägten Baumring-Aspekt spricht man von der „Trachealisierung“ der Speiseröhre, weil sie dann der Luftröhre (Trachea) ähnelt. Engstellen (Strikturen oder Stenosen) treten bei länger andauernder Krankheit auf. Da die erste Endoskopie oft im Rahmen einer Notfallsituation aufgrund der Bolusobstruktion erfolgt, werden die teils nur diskret ausgebildeten Veränderungen eventuell übersehen. Im endoskopischen Ultraschall sind gelegentlich Längsfurchen mit Verdickung der Mukosa darstellbar.

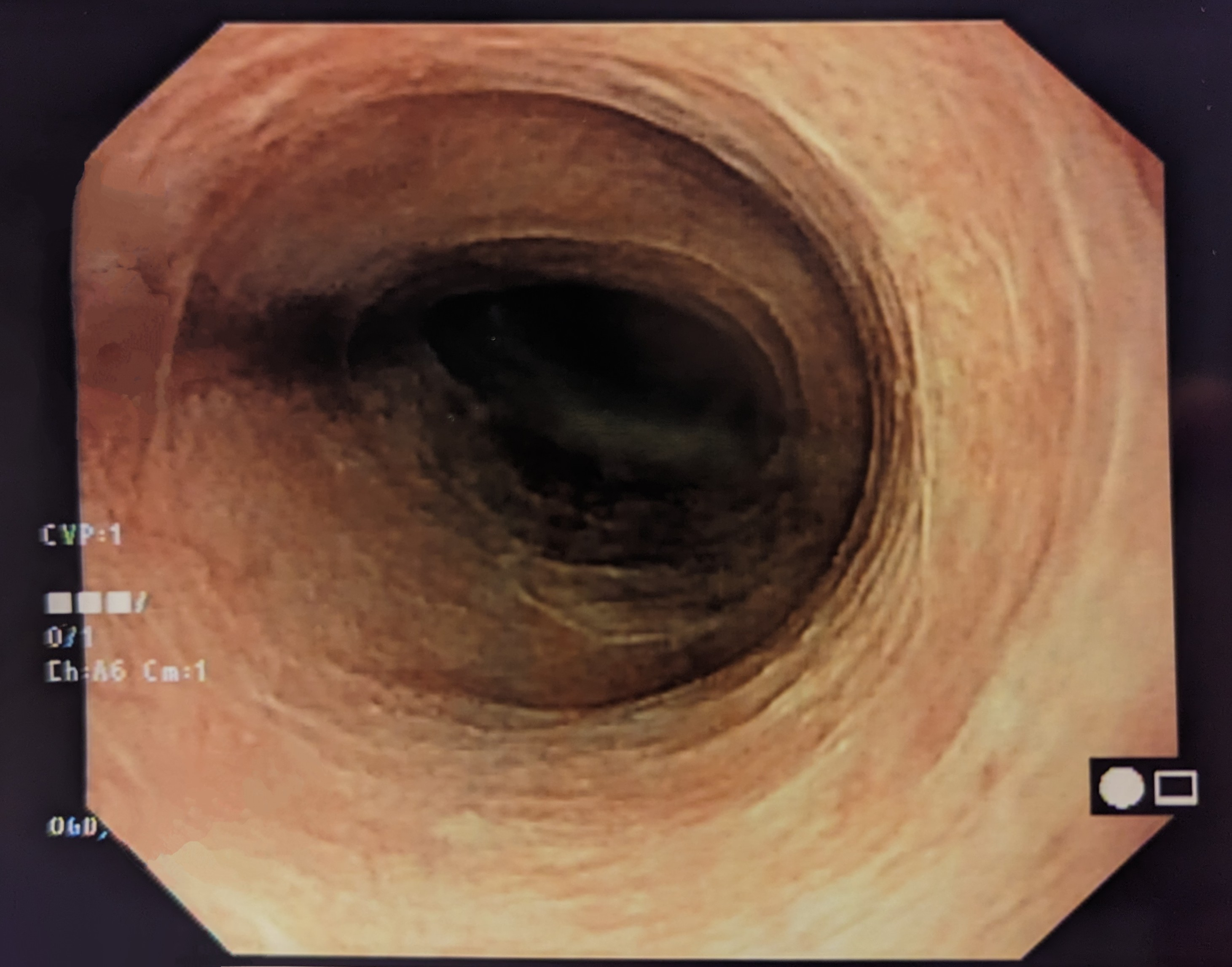
Schwach ausgeprägte Baumring-Struktur der Speiseröhre bei eosinophiler Ösophagitis

Zur Beschreibung des endoskopischen Befundes sollte die EREFS-Klassifikation (Akronym für Exsudate, Ringe, Ödem, Furchen und Strikturen) benutzt werden, die 2013 von Hirano et al. publiziert wurde. Eine vereinfachte EREFS-Version mit gleich guter Genauigkeit wurde 2019 vorgeschlagen.

## Diagnose
Die Endoskopie (Spiegelung der Speiseröhre) mit gleichzeitiger Probengewinnung hat in der Diagnose der Erkrankung den höchsten Stellenwert. Andere Verfahren, beispielsweise ein Barium-Breischluck oder der endoskopische Ultraschall, ermöglichen die Darstellung von Komplikationen bei länger andauernder Krankheit. Die Diagnose wird anhand dreier Kriterien gestellt:
1. mindestens 15 Eosinophile pro Hauptgesichtsfeld
2. klinische Symptomatik einer Dysphagie
3. Ausschluss anderer Erkrankungen, die zu einer Eosinophilie oder Dysphagie führen können, beispielsweise Refluxkrankheit (GERD), eosinophile Gastroenteritis und Schatzki-Ring.

Die Definition des Hauptgesichtsfelds ist international und national nicht einheitlich geregelt. Als Standardgröße gilt, dass ein Hauptgesichtsfeld etwa 0,3mm² entspricht. Um eine hohe diagnostische Trefferquote in der Probenentnahme zu erreichen, muss eine ausreichende Anzahl von Gewebeproben während der Endoskopie entnommen werden. Dabei gilt ein Schema von je zwei Proben aus dem oberen, mittleren und unteren (3 cm oberhalb der Z-Linie) Ösophagus als ausreichend. Zusätzlich erfolgt die Probenentnahme aus dem Magen und dem Duodenum zum Ausschluss einer eosinophilen Gastroenteritis, einer wichtigen Differentialdiagnose der eosinophilen Ösophagitis. Neben der Anzahl an Eosinophilen pro Hauptgesichtsfeld wird histologisch auf weitere Zeichen wie Fibrose, Degranulation der Eosinophilen, Mikroabszesse und Hyperplasie der Basalschicht geachtet. Die allgemeine Austestung von Nahrungsmittel-Allergien über Labortests (RAST, IgE) oder andere Tests (epikutane und intrakutane Hauttests) hat bei der EoE aufgrund der niedrigen Aussagekraft gemäß europäischer und deutscher Leitlinie bei Erwachsenen keinen Stellenwert. Allerdings kann bei Kindern und Jugendlichen eine individualisierte Allergietestung erfolgen. Zudem gibt es Hinweise, dass die Bestimmung von Nahrungsmittel-spezifischen Antikörpern Immunglobulin G4 (IgG4) vor einer geplanten Eliminationsdiät mögliche Auslöser identifizieren und dadurch die Diät vereinfachen kann.

## Symptome
Führendes Symptom der eosinophilen Ösophagitis bei Jugendlichen und Erwachsenen ist die Dysphagie (teils mit Bolusobstruktion) in unterschiedlicher Ausprägung. Bei Kindern und Kleinkindern sind Erbrechen, Bauchschmerzen und Nahrungsverweigerung mit dadurch entstehender Gedeihstörung am häufigsten. Oft steht ein Vermeidungsverhalten im Vordergrund, welches unbewusst gelernt wird, z. B. nach wiederholtem Erbrechen. Familien berichten beispielsweise von „Langsam-Essern“, „Nachtrinkern“ oder „Soßenkindern“. Einige Kinder fallen auch durch akribisches Zerteilen der Nahrung auf („Kleinschneider“) oder durch das Auslassen bestimmter Nahrungsmittel mit ungünstiger Konsistenz oder Textur wie beispielsweise Fleisch. Oft kommt es nach längerem Verlauf über Monaten oder Jahre durch die verzögerte und verminderte Nahrungsaufnahme zu Gedeihstörungen. Unbehandelt führt die eosinophile Ösophagitis aufgrund der anhaltenden entzündlichen Aktivität zur Ausbildung von Fibrose mit Elastizitätsverlust der Speiseröhre. Dadurch kommt es zur Ausbildung von Strikturen, was wiederum zur sogenannten Bolusobstruktion führt, bei der feste Nahrung „stecken“ bleibt. Häufig wird auf diese Weise ein Patient erstmals als Notfall in einer Gesundheitseinrichtung vorstellig, nachdem es zu einem Bolusgeschehen gekommen ist. In einer aktuellen (2023) retrospektiven Analyse von 66 Erwachsenen und 11 Kindern mit akuter Bolusobstruktion war die EoE bei 21 % der Erwachsenen und 27 % der Kinder die Ursache für den Notfall. Unbehandelt führt das Voranschreiten der Entzündung schließlich zu einem Funktionsverlust der Speiseröhre und narbigen Stenosen. Diese müssen nicht selten endoskopisch aufgedehnt werden, um eine Nahrungsaufnahme überhaupt noch zu ermöglichen.
Unabhängig von den Symptomen der Dysphagie berichten EoE-Erkrankte auch über schmerzhaftes, unangenehmes Empfinden der Speiseröhre, vor allem unmittelbar nach Nahrungsaufnahme. Patienten geben an, dass nach frischem Obst, Gemüse und Wein Beschwerden auftreten, die im englischen Sprachraum als FIRE-Symptomkomplex beschreiben werden. Dabei steht FIRE für Food-Induced Response of the Esophagus. FIRE-Symptome scheinen bei männlichen Patienten häufigere Bolusereignisse vorherzusagen.

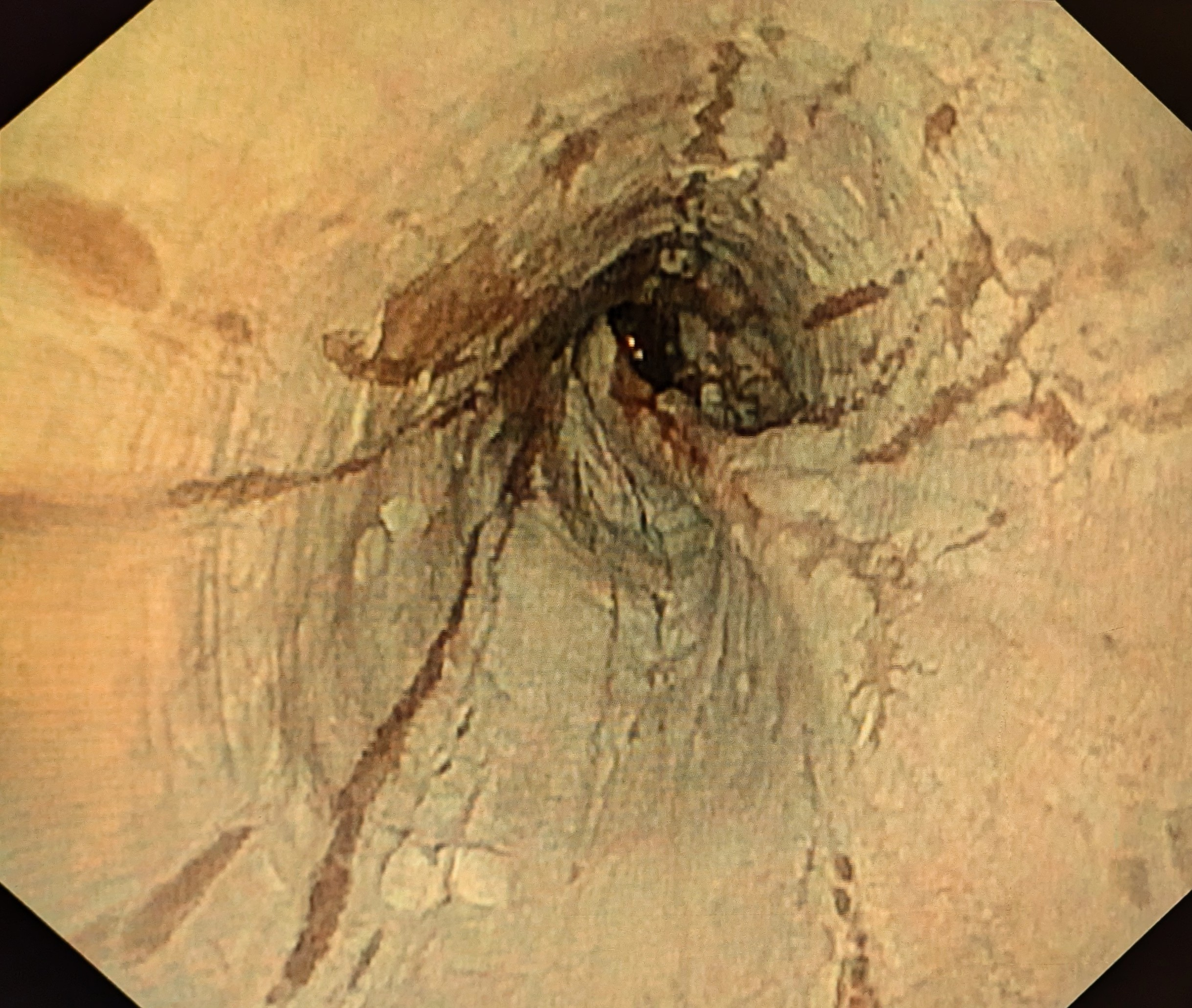
Krepp-Papier-Mukosa bei Eosinophiler Ösophagitis

Untersuchungen haben klar gezeigt, dass die Lebensqualität von Erkrankten mit EoE deutlich eingeschränkt ist. Neben der Sorge über das Fortschreiten der Krankheit und die ständige Furcht vor Bolusobstruktionen stehen vor allem die Auswirkungen auf das Essverhalten im Vordergrund. Da gemeinsames Essen auch eine soziale Funktion erfüllt, leidet das Sozialverhalten der Betroffenen deutlich.

## Therapie
Eine Heilung der eosinophilen Ösophagitis ist nach jetzigem Krankheitsverständnis nicht möglich. Nach Beendigung einer medikamentösen oder diätetischen Therapie kommt es häufig zu einem erneuten Auftreten der Erkrankung, so dass aktuell davon ausgegangen wird, dass eine langfristige Behandlung erfolgen muss. Die Erkrankung lässt sich aber gut behandeln, sodass häufig langfristige Symptomfreiheit erzielt werden kann. Die Behandlung umfasst dabei die medikamentöse, die diätetische und die endoskopische Therapie, im englischen Sprachraum oft unter dem Merksatz „Drugs, Diet, Dilation“ zusammengefasst. Die Überprüfung der Wirksamkeit einer begonnenen Behandlung soll klinisch (Anhand der Beschwerden) und endoskopisch (anhand erneuter Gewebeproben) nach 8–12 Wochen erfolgen. Die Effektivität einer dauerhaften Therapie sollte alle 1–2 Jahre klinisch und endoskopisch/histologisch überprüft werden. Aufgrund ihrer guten Therapieergebnisse wird die Behandlung mit topischen Kortikosteroiden in der Leitlinie als Standard-Therapie bei Erwachsenen empfohlen. Hochdosierte PPI und 6-Food-Eliminationsdiät sind mögliche Alternativen.

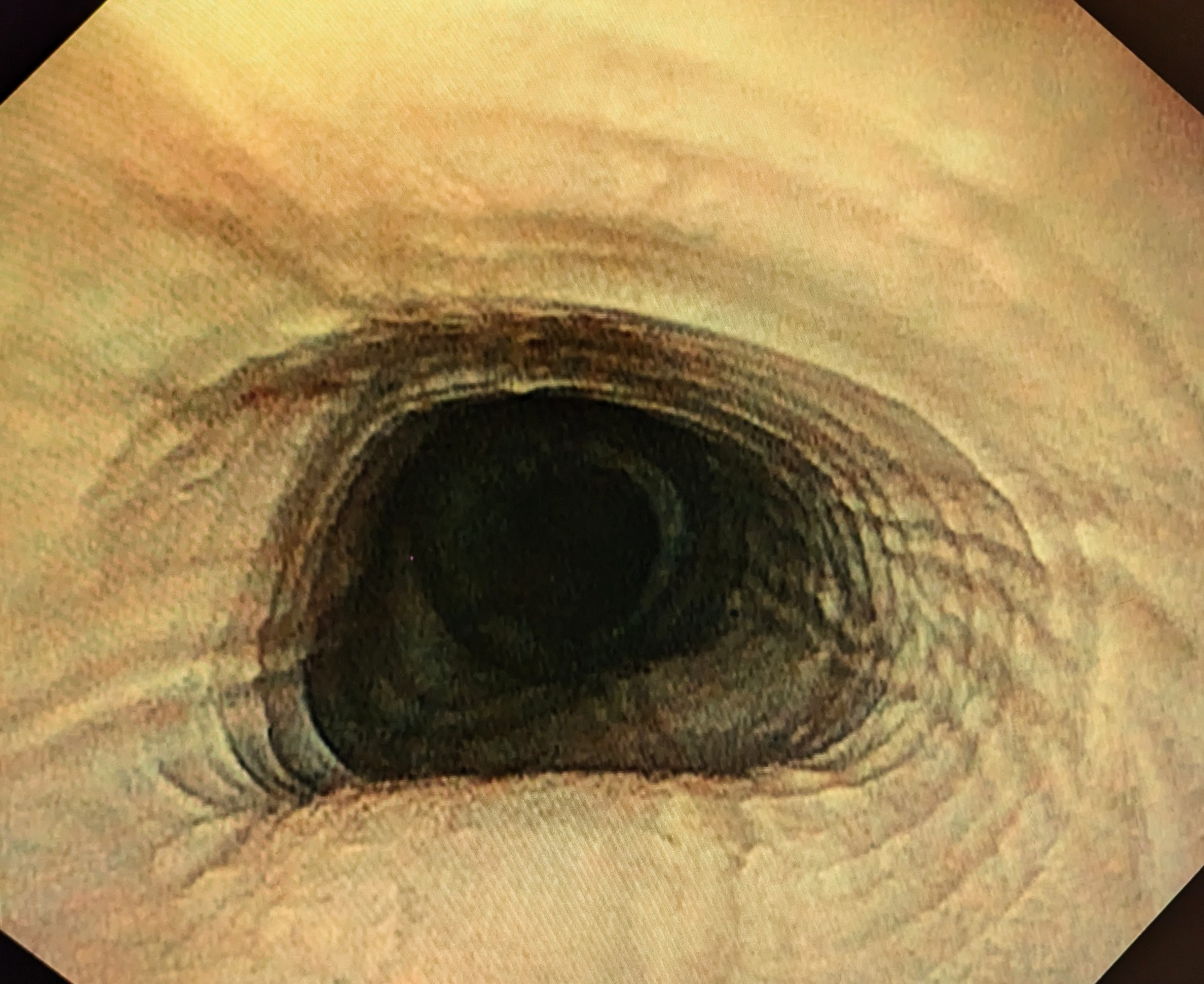
Ringe („Baumringe“) und Furchen bei Eosinophiler Ösophagitis

### Medikamentöse Therapie
Die medikamentöse Therapie umfasst vor allem Protonenpumpen-Inhibitoren (PPI) und topische Kortikosteroide. Ein Teil der Patienten gilt als sogenannte PPI-Responder, deren Krankheit gut auf die Behandlung mit Protonenpumpen-Inhibitoren anspricht. Die verwendete Dosis entspricht dabei 2× 20–40 mg Omeprazol (oder Äquivalent-Dosis eines anderen PPI). Mit dieser Therapie sind Ansprechraten von etwa 50 % erreichbar. Bei dauerhafter Einnahme verbleiben etwa 70 % dieser PPI-Responder in der Heilung. Neben der Tatsache, dass durch die Säure-Hemmung ein Trigger zur Unterhaltung der Ösophagitis wegfällt, besitzen PPI noch einen säure-unabhängigen entzündungshemmenden Effekt über Interleukin-5. Während die auf PPI ansprechende EoE früher als eigenständige Entität gesehen wurde, wird sie heute als Unter-Typ gewertet, da sie weder diagnostisch noch therapeutisch feststellbare Unterschiede aufweist. Da die PPI-Therapie nebenwirkungsarm ist, soll sie gemäß deutscher Leitlinie primäre Therapie bei Kindern und Jugendlichen sein, die noch keine Verengungen der Speiseröhre aufweisen.
Höher ist die Ansprechrate bei der Anwendung von topischen Kortikosteroiden, die seit einigen Jahren als Mittel der ersten Wahl betrachtet werden. In den Anfangsjahren dieser Lokaltherapie erfolgte die Einbringung von Kortison häufig über Suspensionen, die nach individuellem Klinik-Rezept angerührt wurden. Inzwischen sind mehrere visköse Kortison-Suspensionen mit fester Rezeptur in Erprobung, eine EoE-spezifische Suspension mit Budesonid steht in den USA kurz vor der Zulassung. Entscheidend vereinfacht wurde die Therapie 2018 durch die Einführung einer Budesonid-Schmelztablette. Unter einer Dosis von 2 × 1 mg werden Ansprechraten von etwa 2/3 der Patienten erreicht, zum Teil höher bei länger fortdauernder Therapie. Eine Erhaltungstherapie mit halber Dosis (2 × 0,5 mg oder 1 mg zur Nacht) führt bei Nachbeobachtungszeiträumen über zwei Jahren zu einer fortdauernden Heilung bei etwa 3/4 der initial ansprechenden Patienten. Zur Erhaltungstherapie wurde 2020 eine Schmelztablette mit der halbierten Dosis von 0,5 mg Budesonid zugelassen. Häufigste Nebenwirkung ist mit etwa 20 % ein Soorbefall der Speiseröhre, der in der Regel leicht ausfällt und ggf. mit Antimykotika behandelt werden kann. Oft wird dieser Soorbefall aber nur bei den endoskopischen Kontrolluntersuchungen entdeckt und tritt nicht durch eine Beschwerdesymptomatik in Erscheinung. Als gesichert gilt, dass ein langer Verlauf der Erkrankung, bei dem sich schon eine starke Fibrose der Speiseröhre entwickelt hat, schlechter auf die entzündungshemmende Lokaltherapie anspricht. Andererseits ist durch Studien belegt, dass eine Behandlung mit topischen Kortikosteroiden vor allem auch die gefürchteten Bolusereignisse fast vollständig verhindert. Bei Kindern und Jugendlichen die bereits an Verengungen der Speiseröhre leiden, soll gemäß Leitlinie primär eine topische Kortikoid-Therapie erfolgen.
Andere anti-allergische Medikamente wie z. B. Montelukast oder Chromoglycinsäure haben derzeit keinen Stellenwert in der Behandlung der Erkrankung. Auch für eine Immunmodulation mit Azathioprin, 6-Mercaptopurin und systemischer Steroidgabe gibt es derzeit keine Studien-Evidenz. Ob die systemische Therapie mit Kortison nach Versagen einer Lokaltherapie überhaupt wirksam ist, wurde bisher nicht untersucht. Aufgrund der fraglichen Wirkung und der zahlreichen Nebenwirkungen soll diese Therapie laut Leitlinie nicht eingesetzt werden.
Obwohl zahlreiche weitere Medikamente in der Entwicklung und Erprobung sind, wurde bisher nur für Dupilumab eine Zulassung Anfang des Jahres 2023 erteilt. Grundlage dafür war die Veröffentlichung einer Studie im New England Journal of Medicine. Dieser humane monoklonale Antikörper blockiert Signalwege von Interleukin-4 und Interleukin-13. Die Therapie kann vor allem bei Betroffenen eingesetzt werden, die an zusätzlichen Erkrankungen aus dem atopischen Formenkreis leiden. Dupilumab muss wöchentlich subkutan in einer Dosierung von 300 mg gespritzt werden und verursacht erheblich höhere Therapiekosten als die topische Kortikosteroidtherapie. Die Wirkung von Dupilumab ist einer topischen Kortikosteroidtherapie bezüglich der Wirkung nicht überlegen. Daher wurden im Editorial des gleichen Heftes Bedenken geäußert, ob diese Therapie wirklich schon bereit für den breiten Einsatz sei. Eine Studie von 2024 untersuchte die Wirksamkeit von Dupilumab bei Kindern im Alter von 1–11 Jahren und fand signifikante Verbesserungen der histologischen und endoskopischen Befunde.
Ein Auslass-Versuch jeglicher medikamentösen Therapie ist möglich, aber nach derzeitigem Wissen nicht sinnvoll. Denn in der Regel kommt es nach 3–6 Monaten zu einem Rückfall.

### Diätetische Therapie
Da die EoE als eine spezielle Form einer Nahrungsmittelallergie gilt, kann mit Hilfe einer Eliminationsdiät versucht werden, das auslösende Allergen ausfindig zu machen. Bewährt hat sich dabei die 2006 entwickelte sogenannte 6-Foods Elimination Diet (6FED). Dabei wird zunächst eine strenge Diät ohne Milch, Hühnerei, Weizen, Nüsse, Soja und Meeresfrüchte begonnen. Nach 8–12 Wochen wird der Effekt mittels Endoskopie mit Probenentnahme aus der Speiseröhre überprüft. Wird in der Gewebeprobe eine Heilung der Erkrankung festgestellt, kann das erste der sechs ausgelassenen Allergene wieder in den Speiseplan eingeführt werden. Nach weiteren 8–12 Wochen erfolgt eine erneute Kontrolle mittels Endoskopie und Probenentnahme. Bei bleibender Heilung in der Gewebeprobe kann das nächste Allergen in den Speiseplan aufgenommen werden usw. Wird nach Zufuhr eines der sechs Allergene in der Gewebeprobe eine erneute eosinophile Entzündung festgestellt, so gilt dieses Allergen als Auslöser und muss dauerhaft vermieden werden. Wichtig ist bei der Eliminationsdiät, dass alle sechs Hauptallergene auf die beschriebene Weise ausgetestet werden, da eine Reaktion der Speiseröhre auf mehrere Allergene möglich ist. Dies bedeutet, dass neben der ersten Endoskopie sechs weitere Endoskopien nötig sind. Dieser hohe Aufwand führt verbunden mit der aufwändigen Diät trotz der relativ hohen Erfolgsrate von 75 % zu einer schlechten Akzeptanz dieser Therapieform. Die häufigsten Nahrungsmittel-Trigger, die in einer Eliminations-Diät gefunden werden, sind Weizen (60 %) und Kuhmilch (50 %). Die anderen Auslöser liegen jeweils maximal bei 10 %. Entsprechend gibt es Modifikationen der 6FED als 4-Foods Elimination Diet oder sogar 2-Foods-Elimination-Diet. Auch hier muss aber die Wirkung der Diät durch die endoskopische Untersuchung mit Entnahme von Gewebeproben kontrolliert werden. Ein neuer Ansatz könnte eine noch weitere Vereinfachung der Diät sein, bei der vollständig auf Milchprodukte verzichtet wird. Diese sogenannte 1-Food-Elimination-Diet (1FED) erreichte in einer Studie nach 6 Wochen bei etwa einem Drittel der Patienten eine Normalisierung der eosinophilen Granulozyten in der Gewebeprobe aus der Speiseröhre. In einer weiteren Studie zeigte sich die 1FED der 6FED in Hinblick auf Histologie und endoskopische Merkmale gleich wirksam. Aufgrund ihrer Einfachheit könnte diese Diät als Therapieversuch eine Alternative zur aufwändigen 6FED sein. Nach einer Studie von 2024 kann die Bestimmung von Nahrungsmittel-spezifischen Antikörpern Immunglobulin G4 vor der Eliminationsdiät bereits mögliche Auslöser identifizieren. Dadurch könnte die Diät vereinfacht und die Zahl der Endoskopien verringert werden. Die Ansprechraten aller diätetischen Therapien sind insgesamt etwa halb so hoch wie bei der medikamentösen Behandlung.

### Endoskopische Therapie
Die Behandlung von Komplikationen der eosinophilen Ösophagitis ist das Gebiet der endoskopischen Therapie. Aufgrund der dauerhaften Entzündung kommt es zu Strikturen und Stenosen, die entweder mittels Bougies oder mittels Ballon-Dilatation aufgedehnt werden können. Die endoskopische Therapie ersetzt jedoch nicht die dauerhafte Fortführung der Behandlung der zugrundeliegenden Entzündung mittels Medikamenten oder Diät.

### Experimentelle Therapien
Dem rekombinant hergestellten humanen, monoklonalen IgG4-Antikörper Dupilumab, bisher zugelassen zur Behandlung von unter anderem Atopischer Dermatitis, wurde zunächst 2020 durch die US-Arzneimittelbehörde FDA der Status einer Breakthrough-Therapie bei Patienten ab zwölf Jahren mit eosinophiler Ösophagitis (EoE) erteilt. Anfang 2023 wurde er in Europa zur Therapie der EoE zugelassen. Der anti-IL-5 Antikörper Benralizumab hat die Orphan Drug Designation der FDA als Therapie der EoE erhalten, obwohl bisher nur Erkenntnisse über die Behandlung bei Hypereosinophile-Syndrom vorliegen. Weitere Biologika in Erprobung sind rekombinante humanisierte Antikörper gegen IL-4, IL-13 und IL-15, zusätzliche klinische Prüfverfahren laufen mit dem Sphingosin-1-Phosphat-Rezeptor-Modulator Etrasimod. Zumindest für den anti-IL-13-Antikörper RPC4046 konnte dabei gezeigt werden, dass eine einjährige Therapie eine kontinuierliche Verbesserung und/oder Erhaltung der endoskopischen, histologischen und klinischen Aktivitätsparameter zeigt. Dabei wurde die Medikation gut vertragen.

## Komplikationen und Verlauf
Durch die andauernde Entzündung kommt es zur Fibrose und zunehmendem Verlust der Peristaltik der Speiseröhre. Dadurch werden Bolusereignisse („Stecken bleiben“ von festen Speisen) begünstigt. Langfristig besteht ein Risiko, Strikturen und Stenosen zu entwickeln, die dann die oben genannte endoskopische Therapie notwendig machen. Zusätzlich gibt es Einzelfallberichte über Aspirationen, Perforationen der Speiseröhre und Abszesse der Speiseröhrenwand, bis hin zur Reanimation und Mediastinitis nach Bolusobstruktion. Bisher gibt es keine Hinweise, dass die eosinophile Ösophagitis eine Krebsentwicklung begünstigt.